# Pentaphylla
Pentaphylla är ett släkte av skalbaggar. Pentaphylla ingår i familjen Melolonthidae.
Kladogram enligt Catalogue of Life:
| Pentaphylla | \| \| Pentaphylla freyi \| \| \| \| \| \| Pentaphylla gieseckiei \| \| \| \| |
|             | \| \| Pentaphylla freyi \| \| \| \| \| \| Pentaphylla gieseckiei \| \| \| \| |
|             | Pentaphylla freyi                                                            |
|             |                                                                              |
|             | Pentaphylla gieseckiei                                                       |
|             |                                                                              |